# Nimetön (ö i Södra Savolax, Nyslott, lat 61,88, long 28,98)
Nimetön är en ö i Finland. Den ligger i sjön Suuri Haapajärvi och i kommunen Nyslott i  landskapet Södra Savolax, i den sydöstra delen av landet, 280 km nordost om huvudstaden Helsingfors. Öns area är 0,3 hektar och dess största längd är 120 meter i öst-västlig riktning.